# Marmoutier
Marmoutier je občina v departmaju Bas-Rhin francoske regije Alzacija.
Leta 2010 je v občini živelo 2.822 oseb oz. 201 oseba/km².